# Khvarshi
Le khvarshi, en russe : хваршинский (ru),est une langue caucasienne du Nord-Est du Caucase, déclarée en voie de disparition par l'UNESCO. Elle fait partie du sous-groupe tsez de la famille des langues nakho-daghestaniennes.
Le khvarsi peut-être sub-divisé en cinq dialectes qui sont souvent parlés seulement dans un village : le khvarshi proper, l'inkhokvari, le kvantlada, le santlada et le xvaini.
Le recensement russe de 2002 indique que la langue khvarshi est parlé par environ 500 personnes stricto sensu dans le village de Khvarshi, lat : 42.3417; long : 46.1212, dans le raïon de Tsumada (en) au Daghestan en Russie.
Le recensement russe de 2010 indique un nombre de 1740 locuteurs dans une zone plus étendue des raions de Tsumadinsky, Khonokh, Khvarshi, Kvantlada, Inkhokvari, et des villages de Santlada. 
La langue n'est pas écrite. C'est une langue à structure d'actance de type absolutif-ergatif.
Les autres noms pour cette langue sont : Atl’ilqo, Khvarsh, Khvarshin, Xvarshi, Xvarshik.

## Phonologie

### Système vocalique
Le khvarshi compte 18 voyelles:
- orales : [a] [e] [i] [ɨ] [o] [u]
- orales longues : [aː] [eː] [iː] [ɨː] [oː]  [uː]
- nasales : [ã] [ẽ] [ĩ] [õ] [ũ]
- nasales longues : [ãː] [ẽː] [õː]

## Morphologie

### Classes nominales
Comme de nombreuses langues nakho-daghestaniennes, le khvarshi organise le nom selon des classes nominales, au nombre de six.
- Classe I : humains masculins.
- Classe II : humains féminins.